# 炭色擬石鈎鯰
炭色擬石鈎鯰，為輻鰭魚綱鯰形目甲鯰科的其中一種，為熱帶淡水魚，分布於南美洲奧里諾科河支流Caura與Aro河流域，身體深灰色灰色黑色的有白色的斑點，背鰭硬棘2;背鰭軟條7-8枚;臀鰭硬棘1枚;臀鰭軟條4-5枚，體長可達12.4公分，棲息在底層水域，生活習性不明。

## 扩展阅读
維基物種上的相關：炭色擬石鈎鯰